# Albufeira
Albufeira es una ciudad portuguesa perteneciente al distrito de Faro, región del Algarve, con unos 30 000 habitantes en el casco urbano y unos 40 000 dentro de su término municipal. El nombre Albufeira proviene de la denominación árabe al-Buhera que significa castillo del mar.

## Localización
El municipio está limitado al noroeste por el municipio de Silves,al nordeste por Loulé y al sur por el océano Atlántico.

## Historia
Se desconoce la ocupación de Albufeira antes del período Islámico. El origen árabe del nombre Albufeira sugiere su aparición durante este periodo. La palabra Albufera (al igual que el parque natural de Valencia del mismo nombre), proviene del nombre árabe Al-Buhera ("pequeño mar" o "lago").
La Albufeira islámica era un poblado amurallado, con un castillo, en lo alto de un peñasco rocoso.
En 1250, Alfonso III de Portugal conquistó la Al-Buhera con más de 200 caballeros de la Orden de Avis. Como resultado Albufeira quedó anexionada al Reino de Portugal. Hoy en día, la ciudad todavía conserva vestigios islámicos en sus artes.
En 1982 la construcción comenzó en la plaza de toros llamada Praça de Toiros de Albufeira.

## Demografía
| Gráfica de evolución demográfica de Albufeira entre 1864 y 2021 |
|                                                                 |
| Datos según el nomenclátor publicado por el INE portugués.      |

## Freguesias
Las freguesias de Albufeira son las siguientes:

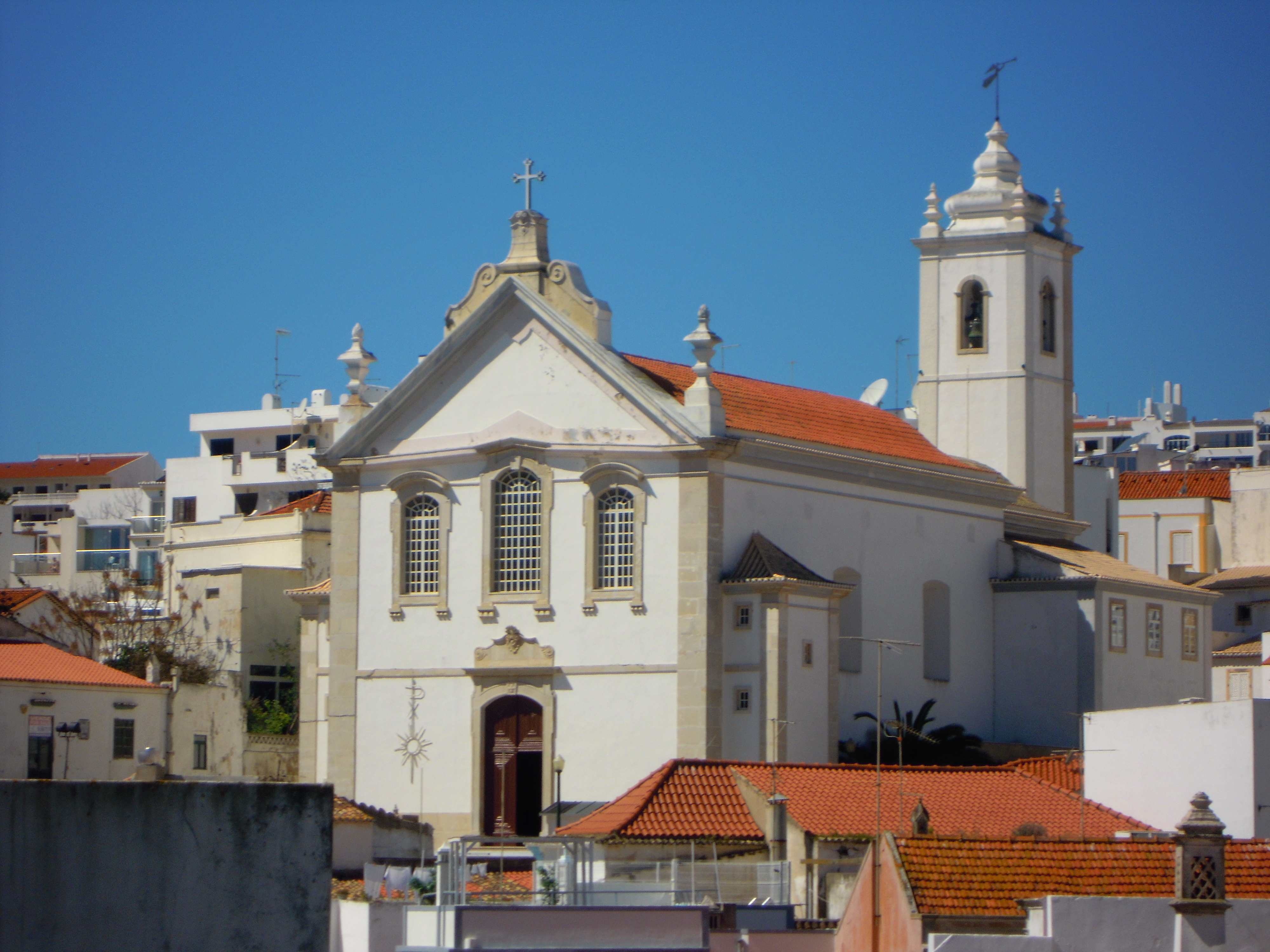
Iglesia parroquial

- Albufeira e Olhos de Água
- Ferreiras
- Guia
- Paderne